# 邦果乡
邦果乡，是缅甸掸邦东部第四特区勐拉县下辖的一个乡。

## 地理
邦果乡位于勐拉县西部，南邻塔邦岱乡，东临万哈乡，东北接勐马乡，西北接色勒县景坎乡，西与缅控区景栋县景栋镇区隔南垒河相对。

## 行政区划
邦果乡下辖以下村寨：
- 邦果村（ပန်ကော်ရွာ）[1]
- 塔曼村（ထန်မန်းရွာ）[2]
- 万朗村（ဝမ်လန်းရွာ）[3]
- 万披村（ဝမ်ဖီးရွာ）[4]
- 并甘村（ပင်းကန်းရွာ）[5]
- 回龙村（ဟွေလုံရွာ）[6]
- 邦玛派村（ပါမဖိုင်းရွာ）[7]
- 回南柳村（ဟွေနန်းလျိုးရွာ）
- 蚌崩村[8]
- 崩本村[9]

## 教育
邦果乡境内有邦玛派学校等乡村学校。